# حسین‌آباد زین‌آباد
حسین‌آباد زین‌آباد، روستایی در دهستان گنج‌آباد بخش اسماعیلی شهرستان جیرفت در استان کرمان ایران است.

## جمعیت
بر پایه سرشماری عمومی نفوس و مسکن در سال ۱۳۹۵، جمعیت این روستا برابر با ۴۵۱ نفر (۱۲۳ خانوار) بوده‌است.